# Trivalea-Moșteni (gmina)
Trivalea-Moșteni – gmina w Rumunii, w okręgu Teleorman. Obejmuje miejscowości Brătășani, Deparați i Trivalea-Moșteni. W 2011 roku liczyła 2837 mieszkańców. 